# Joško Ševo
Joško Ševo (Trogir, 1959.) je hrvatski kazališni, televizijski i filmski glumac.

## Životopis
Diplomirao je hrvatski jezik i književnost na Filozofskom fakultetu u Zagrebu, te glumu na Akademiji dramske umjetnosti u Zagrebu u klasi prof. Božidara Violića. 

## Filmografija

### Televizijske uloge
- "Kumovi" kao Jozo Palac (2024.)
- "San snova" (2023.)
- "Mrkomir Prvi" kao krvnik 3 (2023.)
- "Blago nama" kao Ivan Pavić (2020.)
- "Ko te šiša" kao Rođo (2019.)
- "Velikani hrvatskog glumišta" kao sudionik dokuserijala (2018.)
- "Crno-bijeli svijet" kao kapetan (2016.)
- "Nemoj nikome reći" kao Ante Bubalo (2015.)
- "Loza" kao Ante Strikanov (2011. – 2012.)
- "Stipe u gostima" kao Đako (2011.)
- "Bitange i princeze" kao Vojvoda (2008.)
- "Laku noć, Hrvatska" kao Stipe Mesić, Josip Broz Tito i drugi (glas) (2005. – 2008.)
- "Naši i vaši" kao ravnatelj (2002.)
- "Hlapićeve nove zgode" kao Joško/Ambroslav Gunđalski/Veliki Bombasto (glas) (2002.)
- "Smogovci" kao četnik Žika (1996.)
- "Luka" kao inženjer Petrak (1992.)

### Filmske uloge
- "Glavu dole, ruke na leđa" kao pripovjedač (2018.)
- "ZG80" kao kondukter #2 (2016.)
- "Nije sve u lovi" kao bravar (2013.)
- "Snig" (kratki film) kao Svale (2012.)
- "Djeca jeseni" kao Ferdinand Kušević (2012.)
- "Životinjsko carstvo" (2012.)
- "Lea i Darija" kao Vjekoslav Afrić (2011.)
- "Bella Biondina" kao Don Šime (2011.)
- "Blaženi Augustin Kazotić" kao sudionik dokumentarca (2008.)
- "Kradljivac uspomena" (2007.)
- "Četverored" kao Milan Basta (1999.)
- "Ispovijed koju niste zavrijedili" kao konobar likvidator (1999.)
- "Nazarećanin" kao glumac (1999.)
- "Olovna pričest" (1995.)
- "Nausikaja" (1994.)
- "Zadarski memento" kao talijanski carinik (1984.)

### Sinkronizacija
- "Ledeno doba 2: Zatopljenje" (2006.)

## Vanjske poveznice
- Joško Ševo u internetskoj bazi filmova IMDb-u (engl.)
- Stranica na ADU.hr  Arhivirana inačica izvorne stranice od 31. listopada 2007. (Wayback Machine)